# Чо Сок Дже
Чо Сок Дже (кор. 조석재; 24 березня 1993 року; Республіка Корея) — південнокорейський футболіст, півзахисник.

## Клубна кар'єра
Грав у команді Університету Конкук. У 2015 році перейшов в «Чонбук Хьонде Моторс», втім за першу команду не виступав і був відданий в оренду в інший корейський клуб «Чунджу Хуммель», а наступні два роки провів в оренді за два інших південнокорейських клуби — «Чоннам Дрегонз» та «Анянг». 
У першій половині 2018 року виступав за ташкентський «Локомотив», після чого повернувся в Корею і грав за «Тегу».

## Виступи за збірні
У 2013—2014 роках відіграв 11 матчів і забив один гол за молодіжну збірну Південної Кореї. У її складі був учасником молодіжного чемпіонату світу 2013 року в Туреччині, дійшовши з командою до чвертьфіналу.